# Ris-Orangis
Ris-Orangis là một xã ở tỉnh Essonne thuộc vùng Île-de-France miền bắc nước Pháp.
Theo điều tra dân số năm 1999, dân số xã này là 24.436 người. Ước tính dân số năm 2005 là 26.300.
Danh xưng cư dân địa phương Ris-Orangis trong tiếng Pháp là Rissois.